# Ferrobactéria

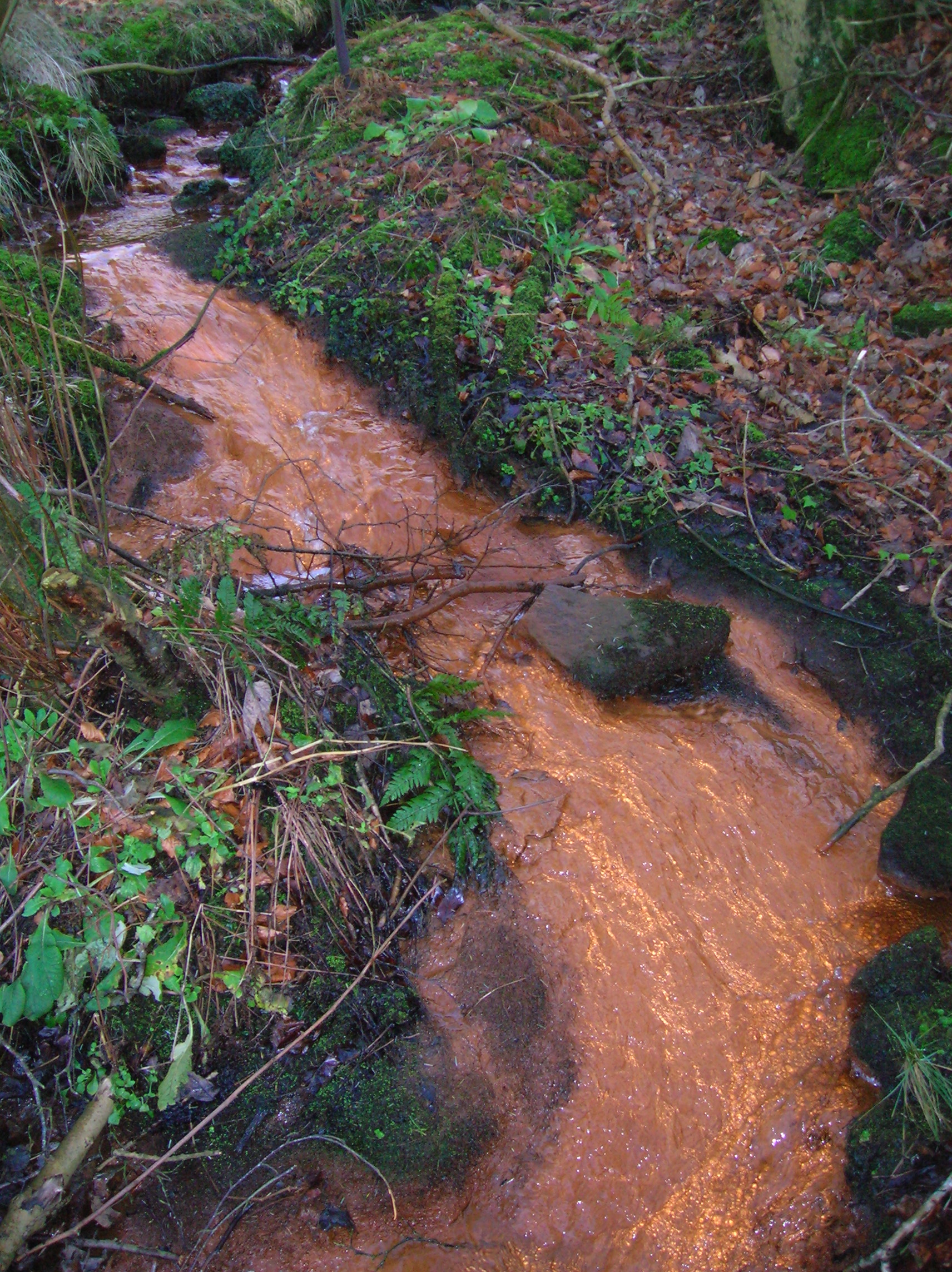

Na gestão dos poços de abastecimento de água, as ferrobactérias, também conhecidas como bactérias de ferro, são bactérias que absorvem a energia de que necessitam para viver e se multiplicam por oxidação do ferro ferroso dissolvido. O óxido férrico resultante é insolúvel, e aparece como limo gelatinoso marrom, que mancha os dispositivos elétricos do encanamento, roupa e utensílios. Elas são conhecidas por crescer e proliferar em águas que contêm apenas 0,1 mg / l de ferro. No entanto, é necessário pelo menos 0,3 ppm de oxigénio dissolvido para efectuar a oxidação.
As bactérias são também conhecidas por alimentarem-se de ferro, exemplos de espécies são: Thiobacillus ferrooxidans e Leptospirillum ferrooxidans.

## Habitat
As ferrobactérias colonizam a zona de transição onde a água desoxigenada de um ambiente anaeróbio, flui para um ambiente aeróbio. As águas subterrâneas que contêm material orgânico dissolvido podem ser desoxigenadas por microorganismos alimentados com material orgânico dissolvido. Quando as concentrações de material orgânico excederem a concentração de oxigénio dissolvido necessária para a oxidação completa, as populações microbianas com enzimas especializadas podem reduzir o óxido férrico insolúvel em solos aquíferos para hidróxido ferroso solúvel e utilizar o oxigénio liberado por essa alteração para oxidar parte do material orgânico remanescente:
H2O + Fe2O3 → 2Fe (OH) 2 + O2
(Água) + (óxido de ferro [III]) @ (hidróxido de ferro [II]) + (oxigénio)
Quando a água desoxigenada chega a uma fonte de oxigênio, as bactérias de ferro usam esse oxigênio para converter o ferro ferroso solúvel em um precipitado avermelhado insolúvel de ferro férrico:
2Fe (OH) 2 + O2 → H2O + Fe2O3
(Hidróxido de ferro [II]) + (oxigénio) @ (água) + (óxido de ferro [III]
Uma vez que a última reação é o equilíbrio normal em nossa atmosfera de oxigênio enquanto a primeira requer acoplamento biológico com uma oxidação simultânea de carbono, material orgânico dissolvido em água é muitas vezes a causa subjacente de uma população de bactérias de ferro. As águas subterrâneas podem ser naturalmente desoxigenadas pela decadência da vegetação em pântanos; E os depósitos minerais úteis do minério de ferro do pântano, formam-se onde a água subterrânea historicamente emergiu para ser expor ao oxigênio atmosférico. Fontes antropogênicas como lixiviação em aterro, campos de drenagem séptica ou vazamento de combustíveis de petróleo leve como a gasolina, são outras fontes possíveis de materiais orgânicos, permitindo que os micróbios do solo desoxigenem a água subterrânea.
Uma reação reversível similar, pode formar depósitos negros de dióxido de manganês a partir de manganês dissolvido, mas é menos comum devido à abundância relativa de ferro (5,4 %) em comparação ao manganês (0,1 %) em solos médios. Outras condições associadas com bactérias de ferro resultam do ambiente aquoso anaeróbio em vez de as bactérias de ferro visivelmente colonizar esse habitat. A corrosão de tubos é outra fonte de ferro solúvel para a primeira reação acima e o cheiro sulfuroso de podridão ou decaimento resulta da conversão enzimática de sulfatos do solo em sulfeto de hidrogênio volátil como uma fonte alternativa de oxigênio em ambientes anaeróbios.
Indícios que indicam que as ferrobactérias podem estar presentes na água dos poços:
- As bactérias de ferro geralmente produzem sabores e odores desagradáveis, como odores:[1]
  - pantanosos
  - Oleoso ou de petróleo
  - Esgoto
  - Vegetação podre
  - mofo O sabor ou odor, podem ser mais perceptíveis na água que não é usada por algum tempo
- As ferrobactérias, causam geralmente manchas amareladas, alaranjadas, avermelhadas, ou marrons e água colorida
- Às vezes é possível ver um arco-íris e um brilho oleoso na água.
- As ferrobactérias produzem um lodo pegajoso que é tipicamente coloridamente enferrujado, mas pode ser amarelado, marrom ou cinza.
- Pode também ser observado um crescimento com penas ou filamentosos, particularmente em água parada, tal como um tanque de retrete.

Os efeitos dramáticos das ferrobactérias, são vistos em águas arrasas, como massas viscosas castanhas em fundos de rios e lagos ou como um brilho oleoso sobre a água. Problemas mais graves ocorrem quando as bactérias se acumulam em sistemas de poços. As bactérias de ferro nos poços não causam problemas de saúde, mas podem reduzir o rendimento dos poços, entupindo telas e tubos.

## Usos
Dependendo da quantidade de carvão e cinzas diluido no lodo, é possivel mesclar ao barro e fundir para "extrair" o ferro, como demonstrado em 2016 no video Primitive Technology: Forge Blower, do canal, Primitive Technology  

## Prevenção
As ferrobactérias podem se alojar em um poços ou sistema de água durante a perfuração, reparo ou serviço. Uma vez que contaminado, eliminar as Bactérias pode ser extremamente difícil. Técnicas de tratamento normais podem ser apenas parcialmente eficazes. Boas práticas de limpeza podem impedir que as bactérias de ferro entrem em um poço:
- A água colocada em um poço para perfuração, reparo ou escorvamento de bombas deve ser desinfetada e nunca deve ser retirada de um lago ou lagoa.
- O invólucro do poço deve ser estanque, bem tapado e estender um pé ou mais acima do solo.
- Quando as bombas, as tubulações dos poços e o equipamento dos poços são reparados, não devem ser colocados no chão, onde podem captar ferrobactérias.
- O poço, a bomba e o encanamento devem ser desinfectados quando reparados.

## Controle
As técnicas de tratamento que podem ser bem sucedidas na remoção ou redução de bactérias de ferro incluem remoção física, pasteurização e tratamento químico. O tratamento de poços fortemente infectados pode ser difícil, dispendioso e apenas parcialmente bem sucedido.
A remoção física é normalmente feita como um primeiro passo. Tubos de pequeno diâmetro, por vezes, são limpos com uma escova de arame, enquanto linhas maiores podem ser esfregadas e lavadas com um jumper de esgoto. O equipamento de bombeamento no poço também deve ser removido e limpo. O revestimento do poço é então esfregado pelo uso de escovas ou outras ferramentas. A remoção física é geralmente seguida por tratamento químico. A pasteurização tem sido usada com sucesso para controlar bactérias de ferro. A pasteurização envolve um processo de injecção de vapor ou água quente no poço e manutenção da temperatura da água no poço de 60 ° C durante 30 minutos. A pasteurização pode ser eficaz, no entanto o processo pode ser caro.
O tratamento químico é a técnica de tratamento de bactérias de ferro mais comumente utilizada. Os três grupos de produtos químicos tipicamente utilizados incluem: tensioactivos; Ácidos (e bases); E desinfetantes, biocidas e agentes oxidantes.
Os surfactantes são produtos químicos como detergentes, tais como fosfatos. Os surfactantes são geralmente utilizados em conjunto com outros tratamentos químicos. É importante usar cloro ou outro desinfetante se fosfatos são usados, uma vez que as bactérias podem usar fosfatos como fonte de alimento.
Os ácidos têm sido usados para tratar bactérias de ferro devido à sua capacidade de dissolver depósitos de ferro, destruir bactérias e soltar o lodo bacteriano. Os ácidos são tipicamente parte de uma série de tratamentos envolvendo cloro, e às vezes, bases. É necessário ter extrema precaução para usar e eliminar adequadamente esses produtos químicos. Ácido e cloro nunca devem ser misturados. Tratamento ácido deve ser feito apenas por profissionais treinados.
Desinfetantes são os produtos químicos mais comumente usados para o tratamento de bactérias de ferro, e o desinfetante mais comum é lixívia de lavanderia doméstica, que contém cloro. O cloro é relativamente barato e fácil de usar, mas pode ter eficácia limitada e pode exigir tratamentos repetidos. O tratamento eficaz requer uma força suficiente de cloro e tempo de contacto com as bactérias, e é muitas vezes melhorado com agitação. A injeção contínua de cloro no poço tem sido usada, mas normalmente não é recomendada devido a preocupações de que o cloro esconda outras contaminação bacteriana e cause problemas de corrosão e manutenção.
Filtros de ferro têm sido utilizados para tratar bactérias de ferro. Os filtros de ferro são semelhantes em aparência e tamanho aos amaciadores de água convencionais, mas contêm camadas que têm poder oxidante suave. À medida que a água que contém ferro é passada através do leito, qualquer ferro ferroso solúvel é convertido no estado férrico insolúvel e depois filtrado da água. Qualquer ferro previamente precipitado é removido por simples filtração mecânica. Vários meios filtrantes diferentes podem ser usados nestes filtros de ferro, incluindo manganês, greensand, Birm, MTM, areia e outros materiais sintéticos. Na maioria dos casos, os óxidos superiores de manganês produzem a acção oxidante desejada. Filtros de ferro têm limitações. Uma vez que a ação oxidante é relativamente suave, não funcionará bem quando a matéria orgânica, combinada com o ferro ou completamente separado, estiver presente na água e as bactérias de ferro não serão mortas. Concentrações de ferro extremamente elevadas podem exigir inconvenientes frequentes lavagem e / ou regeneração. Finalmente, os meios de filtragem de ferro requerem altas taxas de fluxo para o retrolavagem adequado e tais fluxos de água nem sempre estão disponíveis.

### Choque Cloração
"Choque" cloração é o processo de introdução de uma forte solução de cloro no poço, a uma concentração de 200 partes por milhão. Se for utilizada uma concentração de 1000 ppm de cloro, o pH pode ser aumentado significativamente eo efeito biocida pode ser reduzido para menos de 2% para a água começando com um pH original de aproximadamente 8 ou superior. Idealmente, o poço deve ser bombeado até limpar, ou fisicamente limpo antes de introduzir cloro. Recomenda-se preparar a concentração de cloro para a concentração adequada e com volume suficiente para não apenas deslocar o volume de água no poço, mas também se espalhar para o aquífero também. A água clorada deve ser puxada para o encanamento doméstico e permanecer durante a noite, de 24 horas a 48 horas. Infestações pesadas de bactérias de ferro podem exigir tratamentos repetidos. A cloração de choque só pode controlar, não eliminar, as bactérias de ferro.
Antes de tentar clorar, ou fazer qualquer manutenção em um poço, é importante desconectar a eletricidade e entender como funciona o sistema de poço e água. Geralmente é aconselhável contratar um instalador de bomba licenciado ou empreiteiro de poços.
Concentrações elevadas de cloro podem afetar equipamentos de condicionamento de água, aparelhos como máquinas de lavar loiça e sistemas sépticos. Recomenda se checar com o fabricante dos aparelhos